# Planaxis
Planaxis är ett släkte av snäckor. Planaxis ingår i familjen Planaxidae.
Kladogram enligt Catalogue of Life:
| Planaxis | \| \| Planaxis lineatus \| \| \| \| \| \| Planaxis nucleus \| \| \| \| \| \| Planaxis obsoletus \| \| \| \| \| \| Planaxis sulcatus \| \| \| \| |
|          | \| \| Planaxis lineatus \| \| \| \| \| \| Planaxis nucleus \| \| \| \| \| \| Planaxis obsoletus \| \| \| \| \| \| Planaxis sulcatus \| \| \| \| |
|          | Fossarus |
|          | |
|          | Hinea |
|          | |
|          | Supplanaxis |
|          | |
|          | Planaxis lineatus |
|          | |
|          | Planaxis nucleus |
|          | |
|          | Planaxis obsoletus |
|          | |
|          | Planaxis sulcatus |
|          | |

|  | Planaxis lineatus  |
|  |                    |
|  | Planaxis nucleus   |
|  |                    |
|  | Planaxis obsoletus |
|  |                    |
|  | Planaxis sulcatus  |
|  |                    |